# Мингачёв, Авхат Равильевич
Авхат Равильевич Мингачёв (11 февраля 1975, Димитровград) — российский футболист, крайний полузащитник.

## Биография
В 1991 году, в 16-летнем возрасте впервые был включён в заявку ульяновского «Старта», но ни одного матча за команду не сыграл. В 1992 году начал выступать на взрослом уровне за «Ладу» (Димитровград), провёл в её составе восемь сезонов в первом и втором дивизионах, сыграв 184 матча. Победитель зонального турнира второго дивизиона 1996 года.
После ухода из димитровградского клуба выступал за различные российские клубы первого и второго дивизионов — «Арсенал» (Тула), «Металлург» (Липецк), «Волга» (Ульяновск), «Газовик» (Оренбург). В составе липецкого клуба — победитель зонального турнира второго дивизиона 2001 года. В начале 2001 года был на просмотре в клубах высшего дивизиона — «Сатурне» и «Шиннике».
Летом 2003 года перешёл в казахстанский «Кайрат». Дебютный матч за клуб провёл 9 августа 2003 года в Кубке Казахстана против «Кайсара», а в чемпионате страны — 15 августа 2003 года против карагандинского «Шахтёра». Всего за полтора сезона сыграл 33 матча в высшей лиге и 9 игр в Кубке Казахстана, голами не отличился. В 2003 году стал обладателем национального Кубка, участник победного финального матча против «Тобола». В 2004 году — чемпион Казахстана и финалист кубка страны (в кубковой кампании 2004 года последние матчи провёл в полуфинале). Участник Кубка Содружества-2005.
В 2005 году вернулся в Россию и завершил профессиональную карьеру, затем несколько лет играл на любительском уровне. Был капитаном команды «Росскат» (Нефтегорск), ставшей победителем зонального турнира КФК России «Приволжье» и серебряным призёром чемпионата России среди любителей в 2008 году.
После окончания карьеры живёт в Димитровграде. Выступал в соревнованиях ветеранов.

## Достижения
- чемпион Казахстана: 2004
- Обладатель Кубка Казахстана: 2003
- Финалист Кубка Казахстана: 2004
- Победитель второго дивизиона России: 1996 (зона «Центр»), 2001 (зона «Центр»)
- Серебряный призёр чемпионата России среди любителей: 2008